# 오세흥
오세흥(吳世興, 일본식 이름: 高山長久, 1893년 3월 ~ ?)은 일제강점기의 지방행정 관료이다.

## 생애
출신지는 황해북도 곡산군이다. 조선총독부가 토지조사 사업을 위해 설치한 임시토지조사 기술원 양성소를 1911년에 졸업하였고, 총독부 임지토지조사국에 기수로 채용되어 관계에 들어섰다.
약 6년간 기술직에서 근무한 뒤 군서기로 전임하여 1917년에 황해남도 옹진군 서기로 발령받았다. 옹진군에서 장기간 근무한 뒤 1930년대 들어 총독부 전매국 평양전매지국의 사리원출장소로 이동했다.
1933년에 총독부 군수로 승진하여 황해도 신계군 군수에 임명되었다. 같은 해 고등관 8등에 오르고 훈7등 서보장도 수여받았다. 신계군수로 재직 중이던 1935년에 총독부가 편찬한 《조선공로자명감》에 353명의 공로자 중 한 명으로 기재되어 있다. "도내의 민정에 달통"하다는 인물평도 남아 있다.
이후 고향인 곡산군 군수로 발령받아 재직하다가 1939년에 퇴관했다. 이때 정7위 훈6등에 서위되어 있었다. 퇴직 후에는 옹진군으로 돌아가 거주하며 옹진읍장을 지냈다.
2008년 발표된 민족문제연구소의 친일인명사전 수록예정자 명단 중 관료 부문에 포함되었다.

## 참고자료
- 오세흥(吳世興) - 국사편찬위원회